# Pargarutan Dolok
Pargarutan Dolok is een bestuurslaag in het regentschap Tapanuli Selatan van de provincie Noord-Sumatra, Indonesië. Pargarutan Dolok telt 1039 inwoners (volkstelling 2010).